# Occam

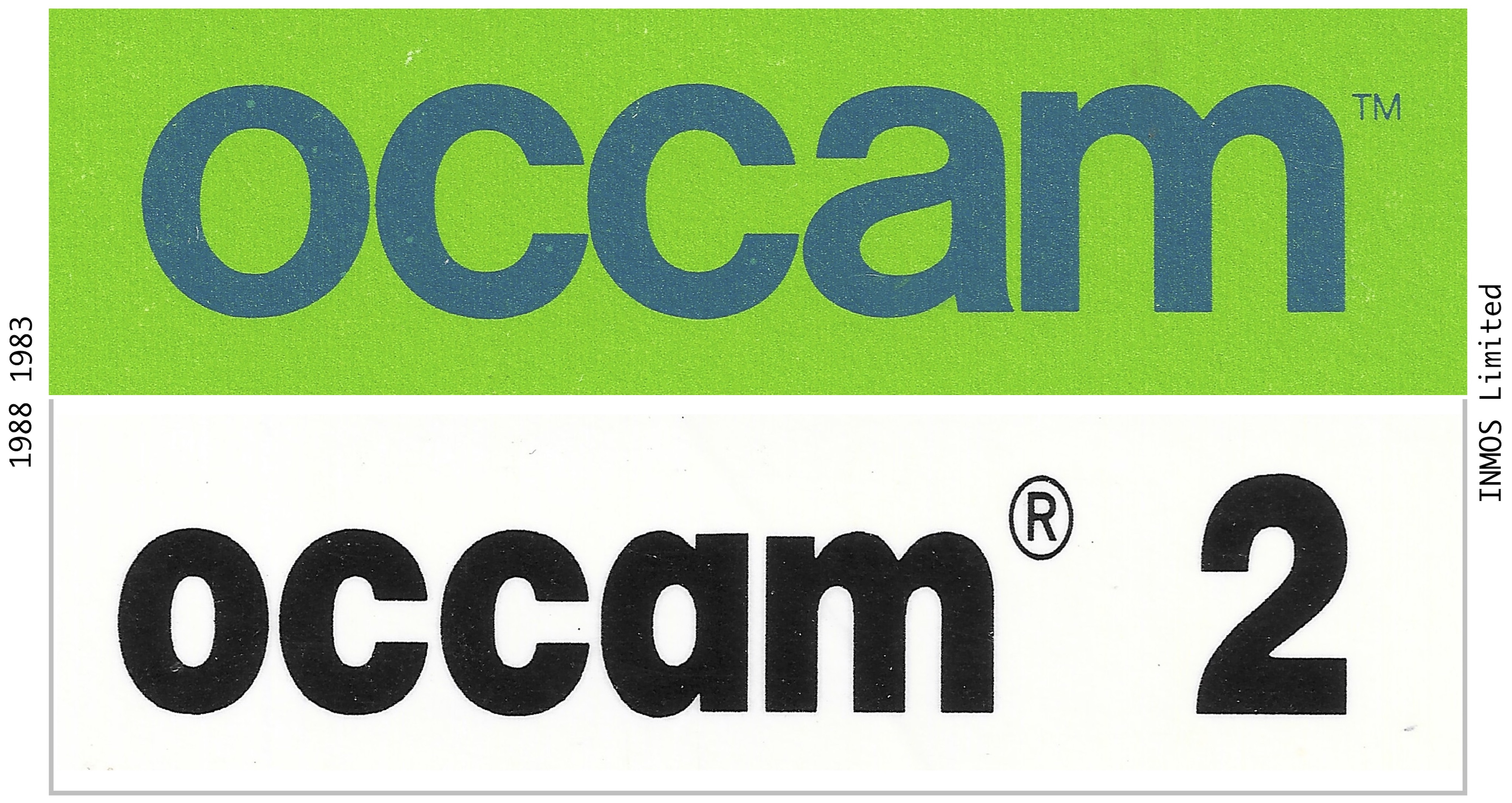

occam은 커뮤니케이팅 시퀀셜 프로세스의 프로세스 계산으로 기반한 프로그래밍 언어다. 이 프로그래밍 언어는 영국의 옛 반도체 회사 인모스(Inmos)의 프로그래머들이 만들었다. occam은 파스칼과 같이 명령형과 절차적으로 작동하는 파라다임을 가지고 있다.

## 같이 보기
- 병행 컴퓨팅